# Delia formosana
Delia formosana este o specie de muște din genul Delia, familia Anthomyiidae, descrisă de Masayoshi Suwa în anul 1994.
Este endemică în Taiwan. Conform Catalogue of Life specia Delia formosana nu are subspecii cunoscute.